# Pleuraphodius pusio
Pleuraphodius pusio är en skalbaggsart som beskrevs av Hermann Julius Kolbe 1908. Pleuraphodius pusio ingår i släktet Pleuraphodius och familjen Aphodiidae. Inga underarter finns listade i Catalogue of Life.